# 게리 바사라바

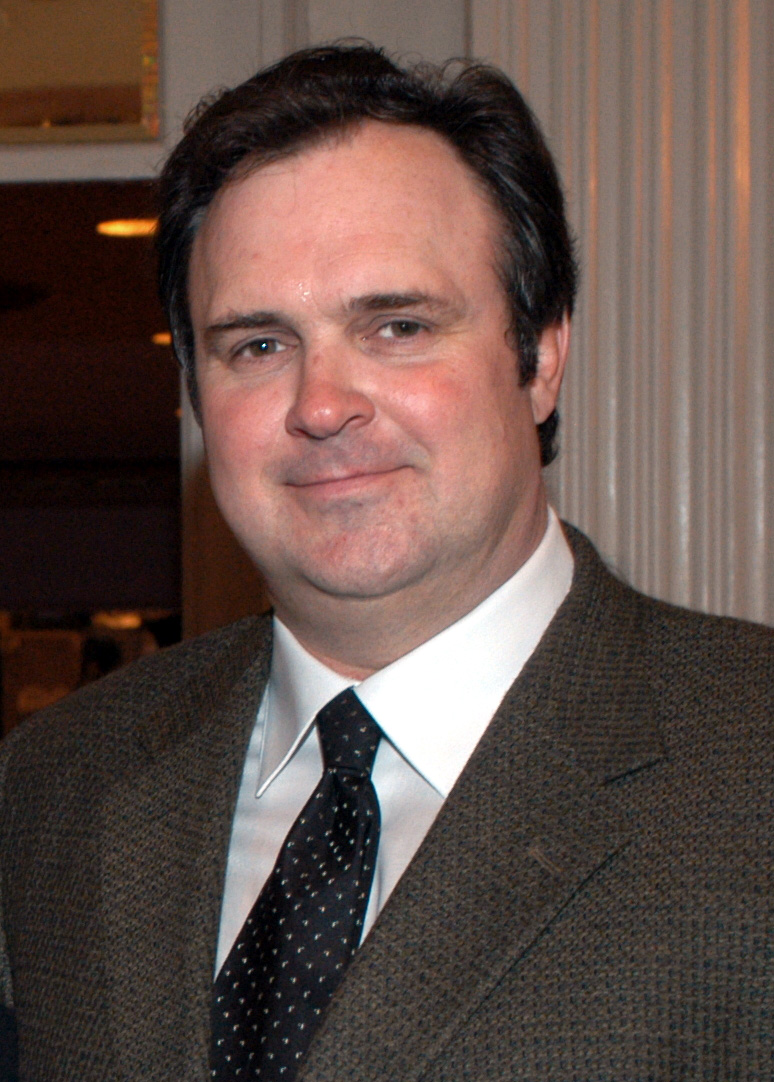
2003년 모습

게리 바사라바(Gary Basaraba, 1959년 3월 16일 ~ )는 캐나다의 배우이다.
에드먼턴에서 태어났다.

## 출연 작품
- 플라워 킬링 문 (2023)
- 아이리시맨 (2019년) - 프랭크 피츠시몬즈 역
- 아메리칸 애니멀스 (2018년)
- 리틀 이태리 (2018년) - 빈스 캄포 역
- 서버비콘 (2017년) - 미치 역
- 어카운턴트 (2016년) - 돈 역
- 스머프의 크리스마스 캐롤 (2011년) - 목소리 역
- 개구쟁이 스머프 (2011년) - 헤프티 (영어 목소리) 역
- 도둑 (2006년)
- 샬롯의 거미줄 (2006년) - 호머 주커맨 역
- 케이 나인 3 (2002년)
- 언페이스풀 (2002년) - 미로이닉 역
- 살인의 법칙 (2001년)
- 기적의 사나이 (1999년)
- 에드버킷 (1997년)
- 라이팅 온 더 월 (1996년)
- 스트립티즈 (1996년) - 엘버토 역
- 미세스 파커 (1994년)
- 작은 전쟁 (1994년) - 도지 역
- 저공 비행 (1992년)
- 프라이드 그린 토마토 (1992년) - 그레디 킬고어 역
- 다크 윈드 (1991년)
- FBI 기동 타격대 3 (1991년)
- 리틀 스윗하트 (1989년)
- 기적의 크리스마스 (1985, One Magic Christmas)
- 알라모의 총성 (1985, Alamo Bay)
- 스위트 드림 (1985)
- 노 머시 (1986)
- 그리스도 최후의 유혹 (1988)

### 텔레비전
- 마이애미의 두 형사 (1987, 1989)
- 로앤오더: 범죄 전담반 (1992, 2004)
- 브룩클린 사우스 (1997-98, Brooklyn South)
- 저징 에이미 (2001, 2002)